# 火薬類の性能試験
火薬類の性能試験とは火薬の能力や適性を評価するために行う工業試験のことである。
法律で義務付けられている試験項目もある。
火薬の性能を評価する項目は大きく分類して6種類ありそれぞれに適した試験方法がある。
- 安定度(stability)
  - 法定安定度試験
  - 遊離酸試験
  - 耐熱試験メチルバイオレット試験
  - サーベランス試験
- 感度(sensitivity)
  - 落槌感度試験
  - 銃撃感度試験
  - カードギャップ試験
  - BAM式摩擦感度試験
  - 山田式摩擦感度試験
  - 振子摩擦感度試験
  - 発火点試験
  - 着火点試験
  - 密閉加熱試験
  - 殉爆試験
  - 起爆感度試験
- 仕事効果(workdown effect)
  - トラウズル試験
  - 弾道振子試験
  - 弾道臼砲試験
- 破壊効果
  - ヘス猛度試験
  - カスト猛度試験
  - 鋼板試験
  - 砂試験
  - 破片試験
- 爆速
  - ドートリッシュ法
  - イオンギャップ法
  - 光ファイバ法
  - 流し写真法
  - 抵抗線プローブ法
- 安全度
  - 坑道試験
  - ガス試験
  - 炭塵試験
  - 溝切り臼砲試験

## JIS規格
- 規格番号：JIS K4810
- 規格名称：火薬類性能試験方法 
  - 日本工業標準調査会のJIS規格検索